# Хромат цезия
Хромат цезия(II) — неорганическое соединение, соль металла цезия и хромовой кислоты с формулой Cs2CrO4, жёлтые кристаллы, растворимые в воде.

## Получение
- Растворение оксида хрома(VI) в растворе гидроксида цезия:

{\displaystyle {\mathsf {CrO_{3}+2CsOH\ {\xrightarrow {}}\ Cs_{2}CrO_{4}+H_{2}O}}}

## Физические свойства
Хромат цезия(II) образует жёлтые кристаллы
ромбической сингонии, 
пространственная группа P nam, 
параметры ячейки a = 0,8363 нм, b = 1,1135 нм, c = 0,6226 нм, Z = 4.
Хорошо растворяется в воде.